# Klaus Wolfermann
Klaus Wolfermann (31. března 1946, Altdorf bei Nürnberg – 18. prosince 2024) byl západoněmecký atlet, olympijský vítěz v hodu oštěpem z roku 1972.

## Sportovní kariéra
Wolfermann byl předním oštěpařem v sedmdesátých letech 20. století. Startoval na olympiádě v Mexiku v roce 1968, kde nepostoupil do finále. Na evropském šampionátu v Helsinkách v roce 1971 skončil šestý. Jeho největším úspěchem byl vítězství na olympiádě v Mnichově v roce 1972, kdy výkonem 90,48 m porazil sovětského závodníka Lūsise o pouhé dva centimetry.
O rok později, 5. května 1973, vytvořil světový rekord výkonem 94,08 m.